# Rataje (gmina)
Rataje – dawna gmina wiejska w Polsce istniejąca do 1954 roku oraz w latach 1973–1987 w województwie warszawskim, a następnie w województwie płockim (dzisiejsze województwo mazowieckie). Siedzibą gminy były Rataje, a następnie Kozice i Gostynin (nazwa Rataje pochodzi od obecnej dzielnicy Gostynina).
W okresie Królestwa Polskiego gmina Rataje należała do powiatu gosty(ni)ńskiego w guberni warszawskiej. W połowie 1870 roku do gminy Rataje włączono obszar zniesionej gminy Solec.
W okresie międzywojennym gmina Rataje należała do powiatu gostynińskiego w województwie warszawskim. 1 lipca 1925 Rataje włączono do Gostynina, po czym siedzibę gminy Rataje (która do 1954 zachowała nazwę Rataje) przeniesiono do Kozic.
Po wojnie gmina zachowała przynależność administracyjną. Według stanu z 1 lipca 1952 roku gmina składała się z 31 gromad. Gminę zniesiono 29 września 1954 roku wraz z reformą wprowadzającą gromady w miejsce gmin. 
Gminę Rataje reaktywowano 1 stycznia 1973 roku w tymże powiecie i województwie. 1 czerwca 1975 gmina weszła w skład nowo utworzonego województwa płockiego. 1 stycznia 1988 roku gmina została zniesiona przez połączenie jej terenów z dotychczasową gminą Gostynin w nową gminę Gostynin z siedzibą w Gostyninie.